# Йоаким (цар Юдеї)
Йоаки́м він же Єгоякі́м — син Йосії або Іосії, цар Юдейського царства у 609—598 р. до н. е.

## Передумови царювання
З весни 609 року у Юдеї перебувало єгипетське військо, що перемогло військо батька Йоаким — Йосії. Йосія помер (2 Цар. 23:31) смертельно поранений стрілою у битві під Мегідо. Фараон Нехо II (610—595 р. до н. е.) змістив брата Йоакима — Йоахаза з трону, арештував його у Рівлі та забрав у Єгипет. У Єгипті Йоахаз і помер. Наступним царем Юдеї, Нехо II призначив старшого сина Йосії — 25-ти річного Еліякима і перемінив ім'я його на Йоаким. На Юдею фараон Нехо II також наклав данину у сто талантів срібла та талант золота.

## При владі
Навесні 607 р. до н. е. старий і хворий вавилонський цар Набопаласар передав командування армією своєму синові Навуходоносору. Наступного року вавилоняни форсували Євфрат південніше Каркемиша. Там же у 605 році до н. е., на четвертому році царювання Йоакима, відбулася вирішальна битва з єгиптянами, в якій єгипетські війська і їх сателіти у тому числі і юдеї, зазнали нищівної поразки. Коли Навуходоносор з каральною метою наблизився до Єрусалиму, Йоаким поспішив відкупитися від нього частиною скарбів Храму і видав як заручників хлопців із знатних юдейських сімей, серед яких був і майбутній відомий пророк Даниїл. Юдея стала данником Вавилона і частина народу була забрана у Вавилон. Навуходоносор завоював Юдею, а Йоакима закував у кайдани і також відправив у Вавилон (2 Хр. 36:6). Пізніше дозволив йому повернутися до Єрусалиму вже васалом Вавилону. Через 3 роки Йоаким відмовляється платити данину Вавилону і Навуходоносор направляє у Юдею своє військо. Перед облогою Єрусалиму, Йоаким помирає. Наступником на троні стає його син Йоахин.